# Campeche (staat)
Campeche (Yucateeks Maya: Kaanpeech) is een van de 31 staten van Mexico.
De staat ligt op het westen van het schiereiland Yucatán ten zuidwesten van de gelijknamige staat, ten westen van Quintana Roo, ten noorden van Guatemala en ten noordoosten van Tabasco. Ten noorden van de staat ligt de Golf van Mexico. De staat heeft een oppervlakte van 50.812 km² en 928.363 inwoners (2020). De hoofdstad van Campeche heet eveneens Campeche. Andere steden in Campeche zijn Ciudad del Carmen en Escárcega. Bovendien bevinden zich vele ruïnesteden van de Maya's in Campeche, waaronder Becán, Calakmul, Edzná, Río Bec, Valeriana en Xpujil. Een groot deel van Campeche wordt ingenomen door regenwoud. In het westen zijn aardolievelden.

## Gemeenten
Campeche bestaat uit dertien gemeenten, zie Lijst van gemeenten van Campeche.
Aguascalientes · Baja California · Baja California Sur · Campeche · Chiapas · Chihuahua · Coahuila · Colima · Durango · Guanajuato · Guerrero · Hidalgo · Jalisco · Mexico · Michoacán · Morelos · Nayarit · Nuevo León · Oaxaca · Puebla · Querétaro · Quintana Roo · San Luis Potosí · Sinaloa · Sonora · Tabasco · Tamaulipas · Tlaxcala · Veracruz · Yucatán · Zacatecas
Mexico-Stad